# 常州奔牛国际机场
常州奔牛国际机场又名罗墅湾机场、吕城机场，位于江苏省常州市新北区罗溪镇和镇江市丹阳市吕城镇交界处:561，距沪宁高速公路路口3公里，距常州市城区18公里。备降场有：距离苏南硕放国际机场78公里，南京禄口国际机场110公里，上海虹桥国际机场174公里。
常州奔牛国际机场为军民合用机场。最初为中国人民解放军东海舰队使用，1986年3月15日起民航班机正式开航:561。目前飞行跑道长3400米，机场飞行区等级为4E。2013年实现旅客吞吐量152.7万人次、同比增长41.6%，行货邮吞吐量2.14万吨、同比增长41.8%。在全国近190个机场中分别排名第50位和46位。已于2014年实现一类口岸开放。

## 机场建设
1959年6月29日筹建奔牛机场，迁出大马庄、西桥沟、宋柯里、东谢庄等十余个村庄。1961年正式动工，1962年修建往吕城站的专用铁路:561。1963年竣工投入使用:24。
1985年4月，国务院、中央军委以国函字57号文件批准常州奔牛机场军民合用，11月28日，民航常州站正式挂牌成立，1986年3月15日，常州机场正式通航。
1985年-1986年间为常州机场第一次改扩建工程，建设候机楼5500平米，跑道2200米，飞行区等级4C。
1995年-1996年间为常州机场第二次改扩建工程，经过7个半月停航施工，利用征收的丹阳境内39.24亩土地延长跑道至2800米，飞行区等级升为4D:561。
2002年9月，注册成立民航常州奔牛机场。
2004年5月，根据《国务院关于印发民航体制改革方案的通知》（国发〔2002〕6号）、《国务院关于省（区、市）民航机场管理体制和行政管理体制改革实施方案的批复》（国函〔2003〕97号）和《中国民用航空总局、江苏省人民政府关于江苏省民航机场移交书》精神，省政府以苏政办发〔2004〕47号文件明确，自2003年11月26日起，常州奔牛机场管理权归常州市政府。
2005年12月，常州市人民政府与深圳航空公司合作经营常州机场，2006年4月成立常州机场有限责任公司，深航控股90%；而深圳航空则在常州建立运营基地。
2009年-2013年间为常州机场第三次改扩建工程，按照“一次规划、分期建设”的原则对机场道路、航站区、飞行区三大部分实施不停航改扩建。2011年，新机场路和机场高架竣工通车，同年4月28日新航站楼及配套工程正式启用，飞行区于2013年12月11日投入使用。飞行区跑道由2800米西延600米至3400米，飞行区等级升为4E，停机坪16万平米，停机位由6个增加到20个（1E3D15C1B）；高峰小时起降飞机19架次，可满足年旅客吞吐量490万人次，货邮吞吐量20万吨的需求，具备一类口岸开放条件。
2010年5月，常州市人民政府与深圳航空公司正式签订协议，回购了深航在常州机场90%的股权，2010年7月17日，机场管理权顺利交接。
2011年1月，常州机场集团有限公司正式成立，公司下设4个全资子公司，分别为常州机场经营发展有限公司、常州机场物流发展有限公司、常州机场有限责任公司、常州机场产业园开发有限公司，分别承担公司运营的各项主营业务。目前，公司现有员工513人，具备航空管制、通信、气象、机务、运输等各类资质专业人才100多名。
2014年9月19日，常州奔牛机场升格为常州奔牛国际机场。9月25日，常州至香港航班首飞。

## 空中交通服务

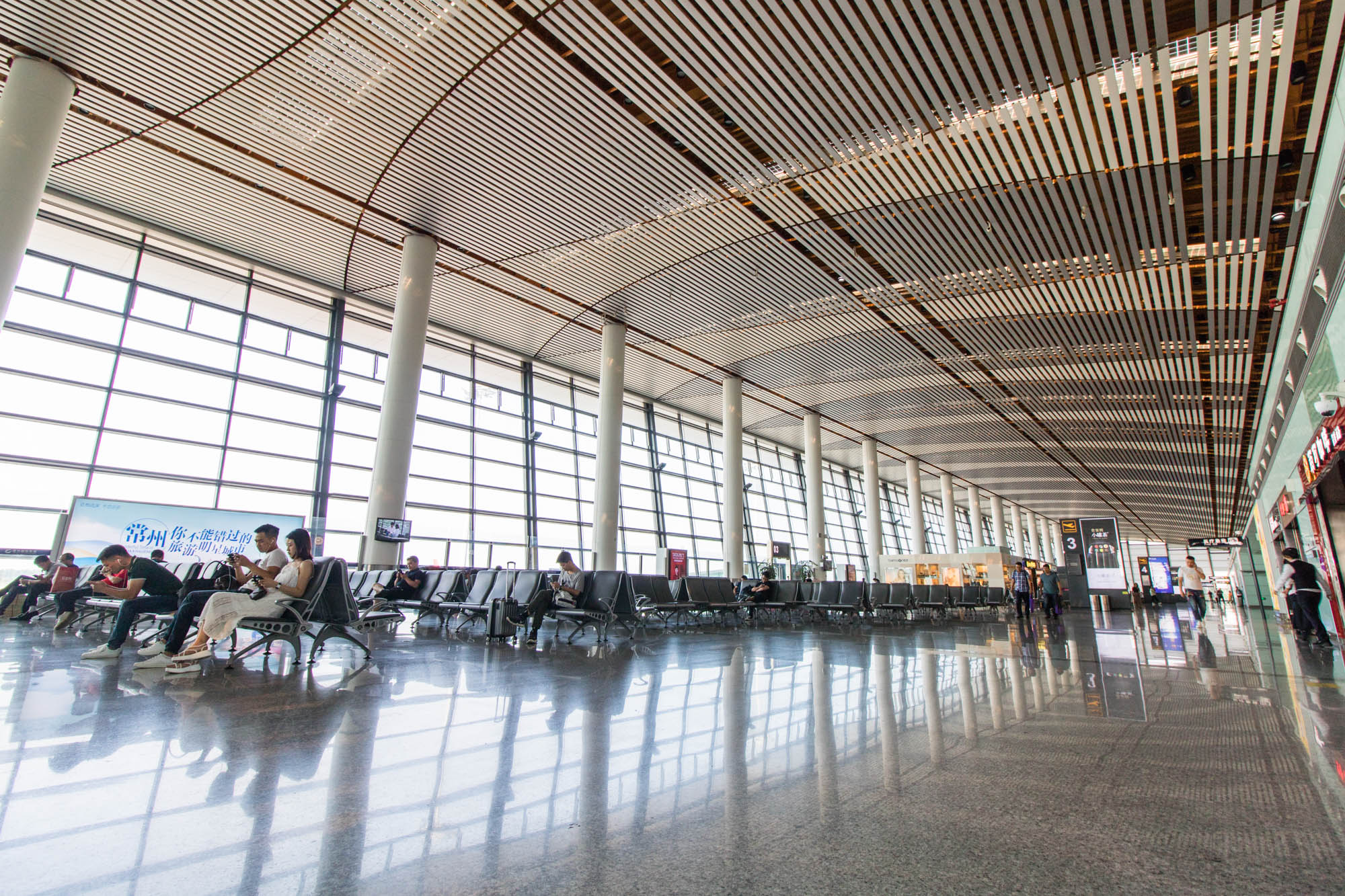
候机楼内部

2024年10月12日常州奔牛国际机场进近管制席位正式开放，负责奔牛机场起降和飞越航班提供进近管制服务。
- ATIS： 127.025 MHz
- 塔台： 118.45 MHz（130.0 MHz）
- 地面管制：121.65 MHz （130.0 MHz）

## 军用
常州奔牛航空基地为空军空817团驻地，主要机型为轰-6G、轰-6J。

## 航空公司與航点

### 境內航線
| 航空公司           | 目的地                                                                                                |
| ------------------ | --- |
| 中国东方航空（MU） | 广州、成都/天府、成都/双流、重庆、青岛、大连、沈阳、厦门、昆明、西安、北京/大兴、长沙、太原、呼和浩特 |
| 四川航空（3U）     | 成都/天府、重庆、哈尔滨、昆明、福州、南宁、青岛、珠海、烟台、三亚、西宁                               |
| 深圳航空（ZH）     | 广州、深圳、哈尔滨、沈阳、大连、南宁、海口、泉州、长春                                                |
| 中国南方航空（CZ） | 广州、深圳、重庆、昆明、青岛、宜昌、赣州                                                              |
| 山东航空（SC）     | 厦门、青岛、贵阳、呼和浩特                                                                            |
| 春秋航空（9C）     | 沈阳、揭阳、兰州、安康                                                                                |
| 龙江航空（LT）     | 哈尔滨、珠海、北海                                                                                    |
| 中国国际航空（CA） | 成都/双流、北京/首都                                                                                  |
| 东海航空（DZ）     | 深圳                                                                                                  |
| 江西航空（RY）     | 南昌                                                                                                  |
| 多彩贵州航空（GY） | 贵阳                                                                                                  |
| 长龙航空（GJ）     | 西安                                                                                                  |

### 港澳台/國際航線
| 航空公司           | 目的地    |
| ------------------ | --------- |
| 東海航空（DZ）     | 東京/成田 |
| 香港快運航空（UO） | 香港      |
| 澳门航空（NX）     | 澳门      |
| 泰國獅子航空（SL） | 曼谷/廊曼 |
| 越捷航空(VJ)       | 芽庄      |
| 越南航空(VN)       | 芽庄      |
| 老挝航空(QV)       | 万象      |

## 接驳交通
| 民航机场 | 民航机场                                 | 民航机场 | 民航机场         | 民航机场                 |
| 编号     | 路线                                     | 路线     | 路线             | 备注                     |
| -------- | ---------------------------------------- | -------- | ---------------- | ------------------------ |
| 32常州   | （常州）火车站公交中心站（西广场回车场） | →        | （常州）机场部队 | 定时班车；经镇江市丹阳市 |
| 32常州   | （常州）火车站                           | ←        | （常州）机场部队 | 定时班车；经镇江市丹阳市 |